# WDC 65C02
WDC 65C02는 6502의 개량판으로 기존 6502와의 차이점은 명령수행시의 클럭수의 감소와 몇가지의 추가된 어드레싱 모드가 있다. 또한 CPU 자체의 설계결함으로 인한 문제를 해결하였으며, 무엇보다도 기존의 500 mW에 달하는 전력소비를 1/5로 줄임으로서 CPU의 안정도를 향상시켰다.

## 참고 문헌
- Wagner, Robert (June 1983). “Assembly Lines”. 《Softtalk》. 199–204쪽.
- Taylor, Simon; Watford, Bob (July 1984). “6502 revival”. 《Personal Computer World》. 174–175쪽.